# Candida gotoi
Candida gotoi är en svampart som beskrevs av Nakase & M. Suzuki 1997. Candida gotoi ingår i släktet Candida, ordningen Saccharomycetales, klassen Saccharomycetes, divisionen sporsäcksvampar och riket svampar.   Inga underarter finns listade i Catalogue of Life.